# Tokizo Ičihaši
Tokizo Ičihaši (japonsko 市橋 時蔵), japonski nogometaš, 9. junij 1909, Hjogo, Japonska.
Za japonsko reprezentanco je odigral dve uradni tekmi.